# Sekreta utskottet
Sekreta utskottet är det äldsta av svenska riksdagens utskott och i viss mån förebild för riksdagsutskottsväsendet överhuvudtaget. Det tillkom först som en ersättning för den sidoform av riksdagen, utskottsmöte, där regeringen kunde förhandla med ständerna om utrikesfrågor. Det första tillsattes 1627. Regeringen framlade inför detta sitt utrikesprogram. Utskottet fick avge en förpliktelse att hålla hemligt (”sekret”), vad som yppades.

## Stormaktstiden
Sekreta utskottet blev småningom en verklig sammanslutning av de tre högre ståndens, adelns samt präste- och borgarståndens, representanter. Sekreta utskottet tillsattes under förmyndarregering oftast av ständerna. Däremot tillsatte myndig kung i regel utskottet. Särskilt var detta fallet under Karl XI:s regering, och samma praxis följdes 1697 och 1710. 1713 infordrade rådet förslag från ständerna. Bönderna fick aldrig säte i utskottet, men de tillkallades ibland under 1600-talet, särskilt när man behandlade finansiella frågor, som bevillningen. Några bestämmelser om utskottets sammansättning eller någon fast praxis för detta fanns inte under 1600-talet. Vid slutet av århundradet var adelns representanter ofta dubbelt så många som vartdera av de övriga ståndens. Inom adeln dominerade den civila och militära byråkratin.
Utskottets verksamhet inskränktes inte till att vara ett rådgivande organ endast i utrikesfrågor, även om detta alltjämt blev en av dess huvuduppgifter. Ärenden av extraordinär natur blev ofta föremål för sekreta utskottets behandling, så till exempel om Maria Eleonora av Brandenburgs ställning 1639 och 1641, om drottning Kristinas uppfostran 1635, hennes tillträde till regeringen 1643 och hennes angelägenheter 1664 och 1668, samt om Adolf Johans ställning 1664.
Under Karl XI:s förmyndarregering fick utskottet en i hög grad självständig ställning. Det ingrep då direkt i politiken, gav sina råd till regeringen även när det inte tillfrågats och framlade 1672 ett helt utrikespolitiskt program. Under samma tid började utskottet alltmer behandla även inrikespolitiska frågor. I dessa blev det ett beredande organ för plena. Härigenom blev det, särskilt under enväldet, centrum för hela riksdagsarbetet. De finansiella frågorna, bevillningen, statsskulden och dess betalning, blev föremål för ingående överläggningar inom utskottet. Till utskottet avgavs genom de sekreta propositionerna med deras bilagor mycket värdefulla framställningar av regeringen, och dennas förtroendemän framställde olika frågor inför utskottet. Till exempel demonstrerade Erik Dahlbergh sina befästningsplaner där. För att kunna handlägga denna ständigt växande arbetsbörda började utskottet tillsätta smärre avdelningar, deputationer, inom sig.
Utskottets ställning vid utskottsmötet 1710 och riksdagen 1713 var synnerligen stark; det sökte ta ledningen beträffande både skatte- och utrikespolitiken.

## Frihetstiden
I frihetstidens grundlagar fick det sina första normerande stadgar. I Regeringsformen 1719 och 1720 bestämdes att ständerna själva skulle utse det. I 1723 års riksdagsordning § 14 bestämdes att det skulle bestå av dubbelt så många medlemmar av adeln som av präste- och borgarstånden. Antalet fastställdes i praxis från och med 1719 till 50 adelsmän samt 25 medlemmar av vartdera av de andra två stånden. På grund av att lantmarskalken och talmännen inte inräknades i detta antal och att dessutom adeln, präste- och borgarstånden hade sina sekreterare, bestod utskottet, inklusive dess sekreterare, ofta av 106 medlemmar.
Bönderna fick inte heller under frihetstiden säte i utskottet, eftersom de inte ansågs böra få kunskap om politikens ”hemligheter”. De lyckades först 1742 få tillträde till utskottet. En viss fördelning av civila och militära representanter kan spåras bland adelns medlemmar. Bland prästeståndets representanter intog biskoparna en betydande ställning; en fördelning på de olika stiften, liksom inom borgarståndet på de olika städerna, samt en viss cirkulation mellan dessa kan spåras. Böndernas uteslutande från utskottet föranledde 1723 bildandet av en särskild institution. Detta var ett utvidgat sekret utskott, stora sekreta deputationen, bestående av utskottet och 25 representanter för bondeståndet eller av utskottet sammanslaget med sekreta deputationen, där bondeståndet var representerat, eller på annat sätt växlande sammansättning. Vid de viktiga avgörandena 1740 rörande kriget med Ryssland tillsattes en sekretissime beredning och 1746 för diplomatiska ärenden en beredning, bestående av respektive fyra och åtta medlemmar av utskottet.
Utskottet var till sin organisation en avbild av riksdagen i smått med sitt eget kansli och sina egna urskillnings- och expeditionsdeputationer. Riksdagsordningen 1723 § 18 gav de första bestämmelserna om utskottets befogenhet. Som dess ”egenteliga syssla” angavs där att behandla och avgöra utrikespolitiska spörsmål, uppgöra riksstat och behandla militära frågor (egentligen krigs- och amiralitetskollegiernas berättelser om försvaret). Dessutom skulle det fungera som bankoutskott. Vidare fick ständerna hänskjuta frågor av allehanda slag till utskottet. Över huvud taget skulle det handlägga alla frågor som borde hållas hemliga. Utskottet avgjorde själv vilka frågor som var av denna natur, och kunde därigenom med uteslutande av ständerna dra en hel rad frågor under sin handläggning. De instruktioner som gavs till utskottet innehöll bestämmelser, som i stort sett avsåg att binda utskottet och dra gränserna mellan dess och plenas maktområde klarare. Utskottets avgörande inflytande på utrikespolitiken var redan 1726 fullt fixerat. Till ledning för regeringen avgav utskottet ”sekreta bihang” (se Sekret proposition).
Mellan utskottet och rådet förekom vid flera riksdagar viktiga förhandlingar. Redan 1719 kallades rådet till utskottet. Denna form för överläggning bibehölls 1726 och 1734 rörande förändring av utrikespolitiken. År 1738 fick utskottet till och med rättighet till detta i sin instruktion. Ett starkt samband mellan regeringen och utskottet fanns under frihetstidens första skede, när Arvid Horn fungerade både som kanslipresident och som lantmarskalk. Även senare kunde enskilda medlemmar av rådet kallas till utskottet eller dess underavdelningar. Även inom förvaltningen ingrep utskottet genom sina föreskrifter till regeringen och ämbetsverken och genom sina rekommendationer vid ämbetstillsättningar.
Utskottet fick stort inflytande, inte bara när det gällde statens inkomster, utan även på bevillningarna fram till 1742. Utskottets kontrollerande befogenhet bestod sedan 1726 i granskning av rådsprotokollen i utrikes ärenden och kunde genom påpekanden kräva att rådet förklarade sig. Ur denna granskningsrätt framgick den rätt utskottet tog sig att ”licentiera” riksråd. Genom praxis tillägnade det sig rätt till statsrevision. Den första mer omfattande statsrevisionen ägde rum vid 1738 års riksdag, efter ansatser 1723 och 1726. I 1742 års instruktion fick utskottet rätt till detta.
1734 bestämdes, om än förgäves, att såväl ökning som minskning i staten skulle hänskjutas till ständerna. Ett förbud mot ingripande i tjänstetillsättningar infördes 1734. Utskottet förbjöds vid flera tillfällen att ingripa i rättsskipningen. 1742 stoppades dess tilltag att utdela gratifikationer. 1751 ålades utskottet att lämna ständerna redogörelse rörande statsfinanserna. Sekretessen började genombrytas 1760–1762, då utskottet fick lämna underrättelse om kronans skuld till banken. En fullständig förändring i dess ställning betecknade partiskiftet 1765, då mössorna tog makten. Från att vara en delegation som beslöt med ständernas rätt blev det delvis endast beredande. Utrikespolitiska frågor skulle, om det kunde ske utan rikets skada, meddelas ständerna. Alla ekonomiska ärenden om statsregleringen, statsskulden, lånen i banken och så vidare skulle avgöras i sista hand av ständerna. Utskottet utgjorde under sin största maktställning snarast en koncentrerad riksdag.

## Nyare tider
Under den gustavianska tiden (1772–1809) tillsattes vid riksdagarna enligt 1772 års Regeringsform §  7 ett utskott, med vilket kungen kunde överlägga i hemliga ärenden. Vid riksdagarna 1778 och 1786 utsågs ett statsutskott, som samtidigt var hemligt utskott, valt av de tre högre stånden. Vid riksdagarna 1789, 1792 och 1800 ägde även bönderna tillträde. Det fungerade även då som statsutskott. Hemliga utskottet blev från 1789 den egentliga själen i riksdagsarbetet. Det fördelades 1789, 1792, 1800 på avdelningar, som 1800 fick namn av utskott. Rörande ständernas rätt att binda utskottet genom instruktioner eller bestämmelser om vilka ärenden som borde vara hemliga, förekom 1789 och 1800 konflikter mellan regeringen och ständerna.
Riksdagsordningarna av 1810 och 1866 nämnde inget om ett sekret eller hemligt utskott, men i dagligt tal nyttjades ordet hemligt utskott om ”särskilda deputerade” av riksdagen (se Hemligt utskott). § 54 i 1809 års regeringsform utgjorde den lagliga grunden för ett sådant hemligt utskott, som senare kom att utvecklas till det organ som idag kallas Utrikesnämnden. Genom senare grundlagsändringar år 1921 i § 12 och § 54 i 1809 års regeringsform blev Utrikesnämnden ett grundlagsreglerat permanent organ.